# Laurence Harvey

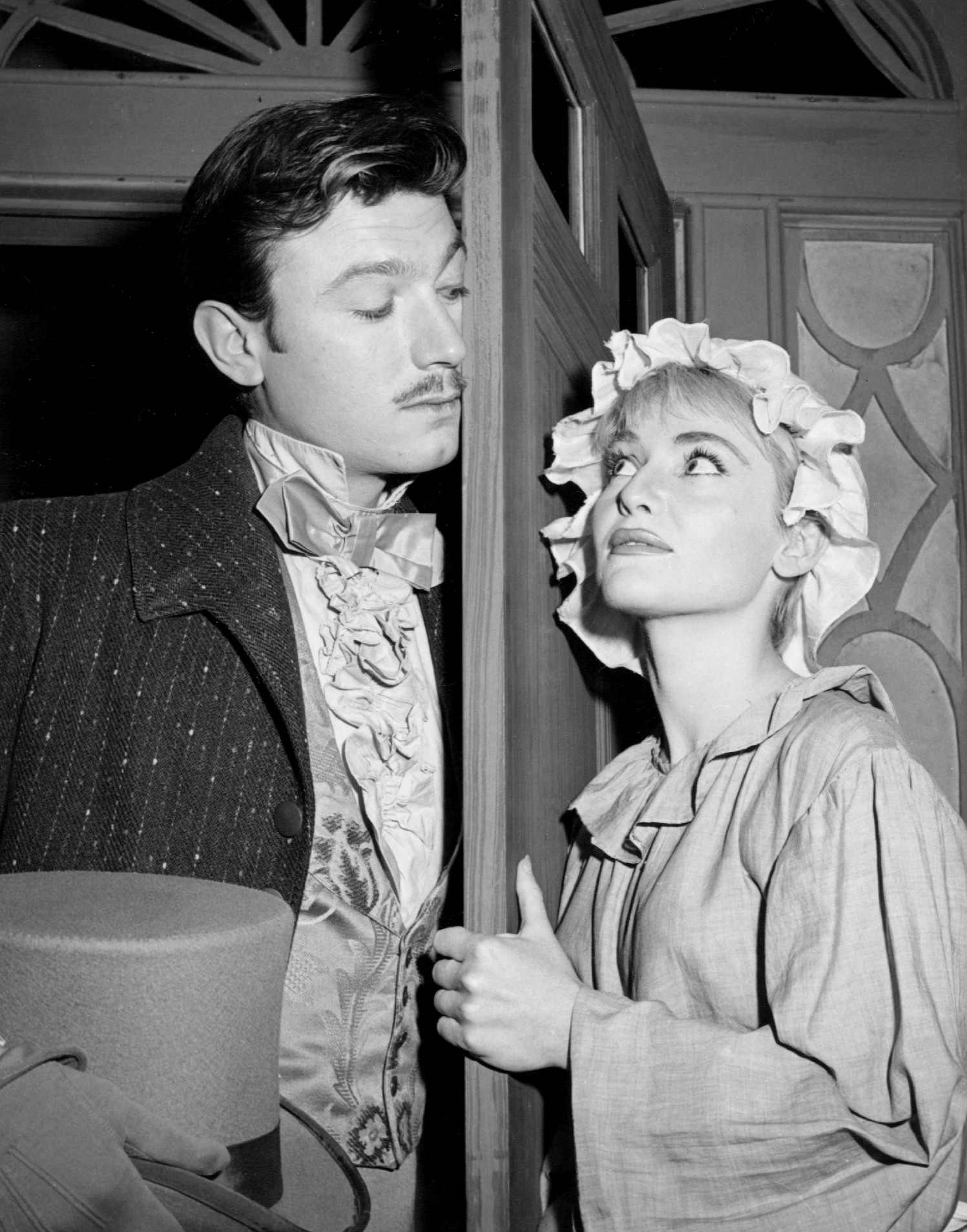
Laurence Harvey cu Diane Cilento

Laurence Harvey având numele la naștere Laruschka Mischa Skikne, (n. 1 octombrie 1928, Joniškis⁠(d), Joniškio rajono savivaldybė⁠(d), Lituania – d. 25 noiembrie 1973, Londra, Anglia, Regatul Unit) a fost un actor evreu-american de film, originar din Lituania.

## Biografie
În 1968 a făcut parte din distribuția filmului Bătălia pentru Roma, o amplă evocare istorică  - coproducție germano-româno-italiană, care a fost filmată și în România.

## Filmografie
- 1948 House of Darkness
- 1948 The Dancing Years
- 1949 The Man from Yesterday
- 1949 Man on the Run
- 1949 Landfall
- 1950 Othello (BBC TV) - Cassio
- 1950 The Black Rose
- 1950 Cairo Road
- 1951 Scarlet Thread
- 1951 There is Another Sun
- 1952 A Killer Walks
- 1952 I Believe in You
- 1953 Knights of the Round Table
- 1953 Women of Twilight
- 1953 Innocents in Paris
- 1954 The Good Die Young
- 1954 King Richard and the Crusaders
- 1954 Romeo și Julieta (Romeo and Juliet), regia Renato Castellani : Romeo
- 1955 I Am a Camera - Christopher Isherwood
- 1955 Storm Over the Nile : John Durrance
- 1955 A Month in the Country (TV)
- 1955 The Alcoa Hour: The Small Servant (TV)
- 1956 The Rivals (TV)
- 1956 Three Men in a Boat
- 1956 The Bet (TV)
- 1957 After the Ball
- 1957 The Truth About Women
- 1957 Holiday Night Reunion (TV)
- 1958 The Silent Enemy : lt. Crabb
- 1969 Alfred Hitchcock Presents: Arthur (TV)
- 1959 Drumul spre înalta societate (Room at the Top), regia Jack Clayton
- 1959 Play of the Week' - "The Violent Years" (TV)
- 1960 Expresso Bongo
- 1960 The Alamo as Colonel William Travis
- 1960 BUtterfield 8
- 1961 The Long and the Short and the Tall
- 1961 Two Loves
- 1961 Vară și fum (Summer and Smoke), regia Peter Glenville
- 1962 Walk on the Wild Side
- 1962 Lumea minunată a fraților Grimm (The Wonderful World of the Brothers Grimm), regia Henry Levin și George Pal : Wilhelm Grimm
- 1962 Candidatul manciurian (The Manchurian Candidate), regia John Frankenheimer
- 1962 A Girl Named Tamiko
- 1963 Fugarul (The Running Man), regia Carol Reed
- 1963 The Ceremony - also directed
- 1964 Robii (Of Human Bondage), regia Ken Hughes
- 1964 The Outrage
- 1965 Darling
- 1965 Viața în înalta societate (Life at the Top) : Joe Lampton
- 1966 The Spy with a Cold Nose
- 1967 Dial M for Murder (TV)
- 1968 The Winter's Tale
- 1968 A Dandy in Aspic - also co-directed
- 1968 The Winter's Tale ca Leontes
- 1968 Bătălia pentru Roma, regia Robert Siodmak
- 1969 The Magic Christian
- 1969 Rebus
- 1969 The Deep (neterminat)
- 1969 She and He - producător
- 1970 WUSA
- 1971 Arms and the Man (TV)
- 1972 Escape to the Sun
- 1972 Night Gallery - "Caterpillar" (TV)
- 1973 Columbo: The Most Dangerous Match (TV)
- 1973 Night Watch
- 1974 Welcome to Arrow Beach - de asemenea și regizor
- 1975 F for Fake